# Wetterkreuz

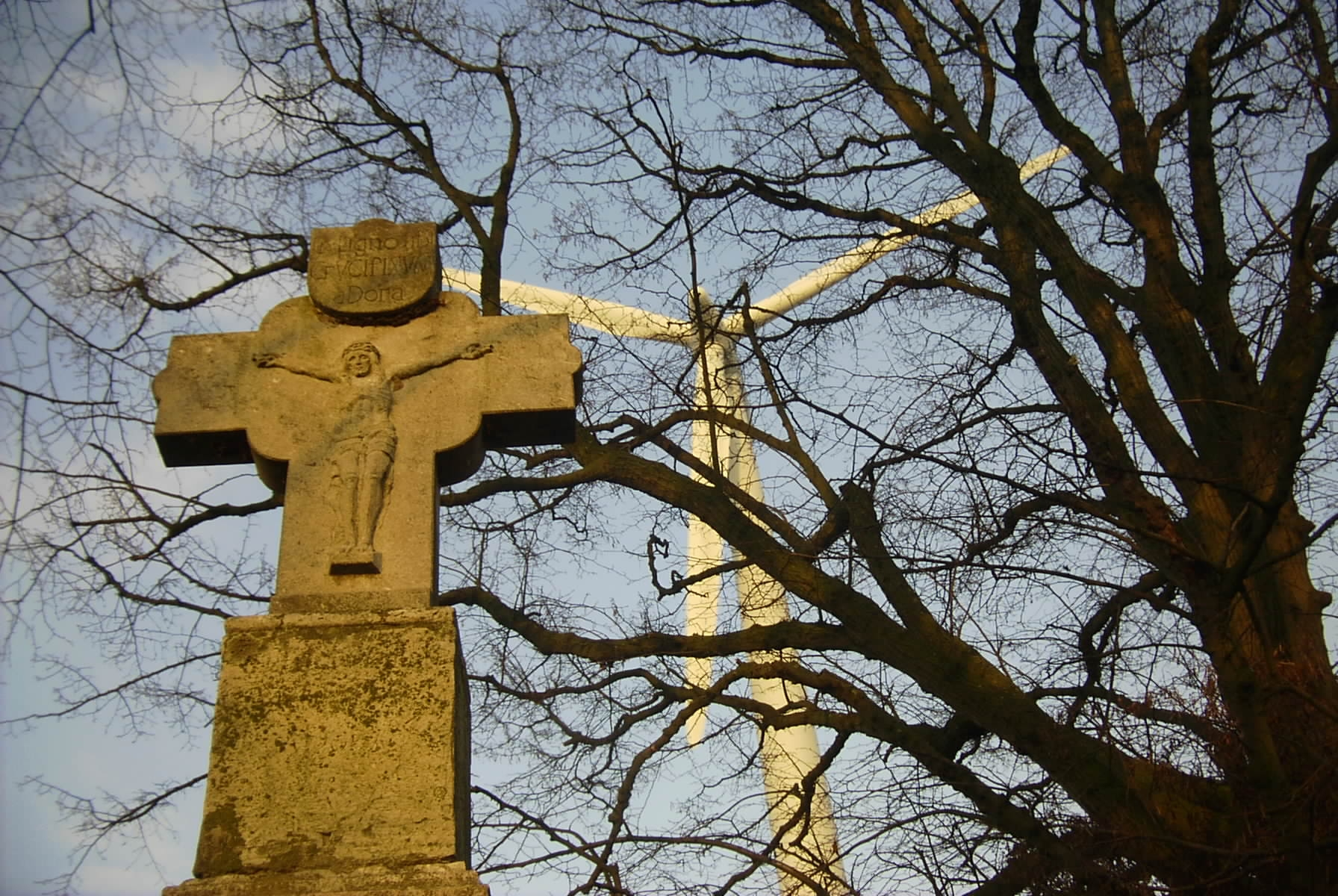
Hagelkreuz bei Linnich in der Zülpicher Börde

Das Wetterkreuz, auch Hagelkreuz oder Wettermarterl ist ein Kreuz, aufgestellt als Wettersegen. Zu demselben Zweck findet sich regional auch die Wettersäule.

## Zu Symbolik und Brauchtum

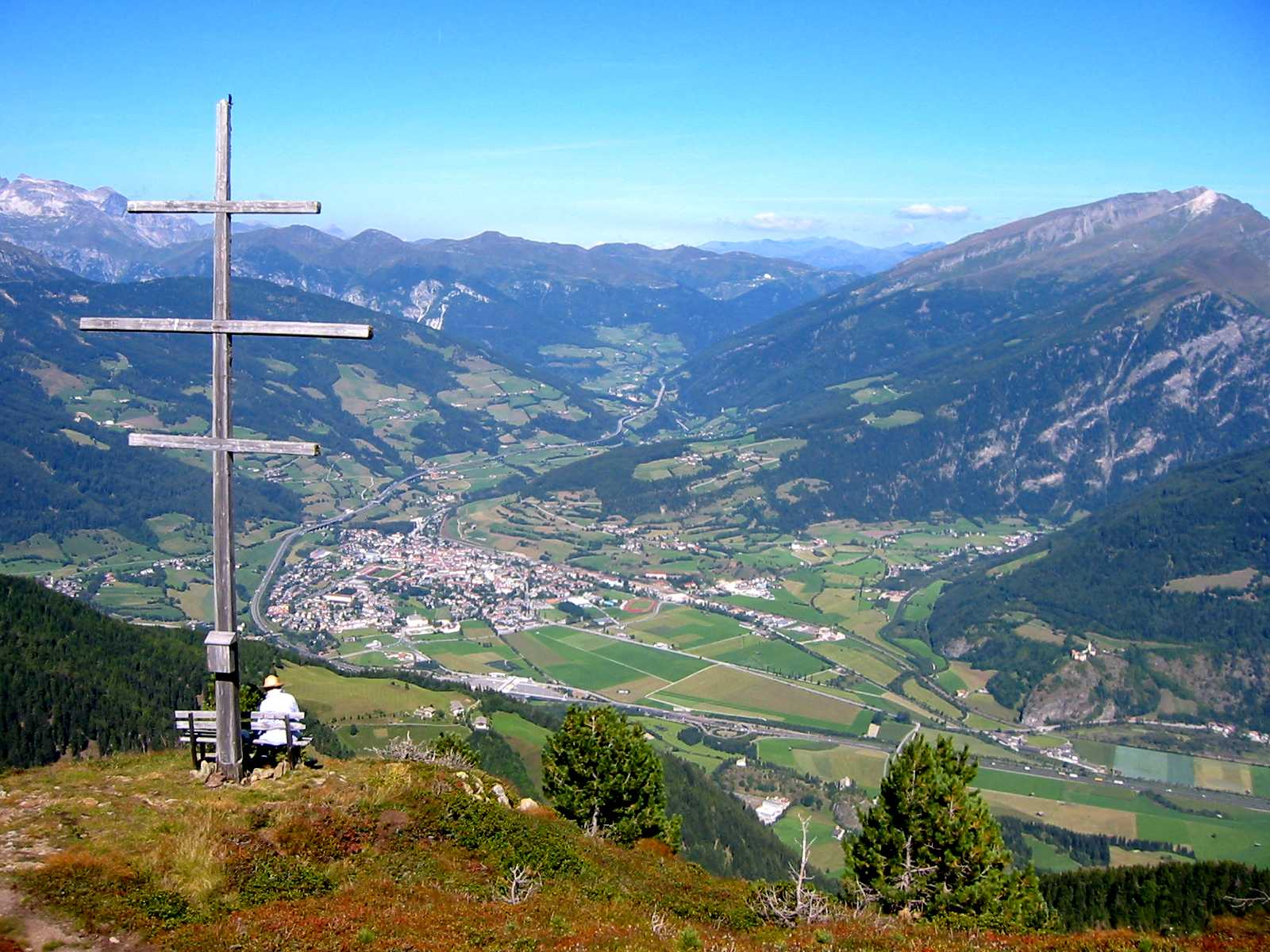
Sterzing und Elzenbaumer Wetterkreuz, Südtirol

Im Volksglauben ist das Aufstellen von Flurkreuzen, die vor den Unbilden des Wetters schützen sollen, so weit verbreitet wie die Verehrung der Wetterheiligen. Das Kreuz Christi als Wettersegen zu verwenden, bezieht sich auf die Bibelstelle der Passion: „Als die sechste Stunde kam, brach über das ganze Land eine Finsternis herein“ (Mk 33,15  und Mt 27,47 ), und „die Erde bebte und die Felsen spalteten sich“ (Mt 27,51 ) im Moment des Todes Jesu. Das wird als Schutz vor Naturkatastrophen (typischerweise etwa Gewitter mit Blitzschlag, Sturm oder Hagelschlag), wie auch plötzlichem Tod gedeutet, daher sind Wetterkreuze oft auch Kruzifixe, also Kreuze mit der Figur des Gekreuzigten. Sicardus von Cremona schrieb um 1200: „In dieser Zeit, da die Früchte noch in zarter Blüte stehen, und die Kriege ihren Anfang zu nehmen pflegen, fleht man zu Gott, daß er Hagel und Wetter abhalte und fruchtbare Ernte seinem Volk gebe.“
Wetterkreuze waren typischerweise regionales Ziel von Bitt- und Bußprozessionen.
Wie Deubler, Künstler und Ost darlegen, ist eine örtliche Benennung als ‚Wetterkreuz‘ noch kein Beleg für die Funktion, die Bezeichnung kann sich zu mittelhochdeutsch wette für ‚wett, quitt, wetten‘ auf den ebenso alten Brauch der Schwur- und Sühnekreuze beziehen. Inwiefern das Brauchtum der apotropäischen Kreuze auf noch ältere, etwa germanische Thor/Donar-Verehrung zurückgeht, ist auch in der Fachliteratur umstritten. Zumindest im Ostösterreichischen wird in diesem Zusammenhang der Hl. Donatus, der Schutzpatron gegen Unwetter, Blitzschlag, Hagel und Feuersbrunst, verehrt.

## Beispiele besonderer Wetterkreuze

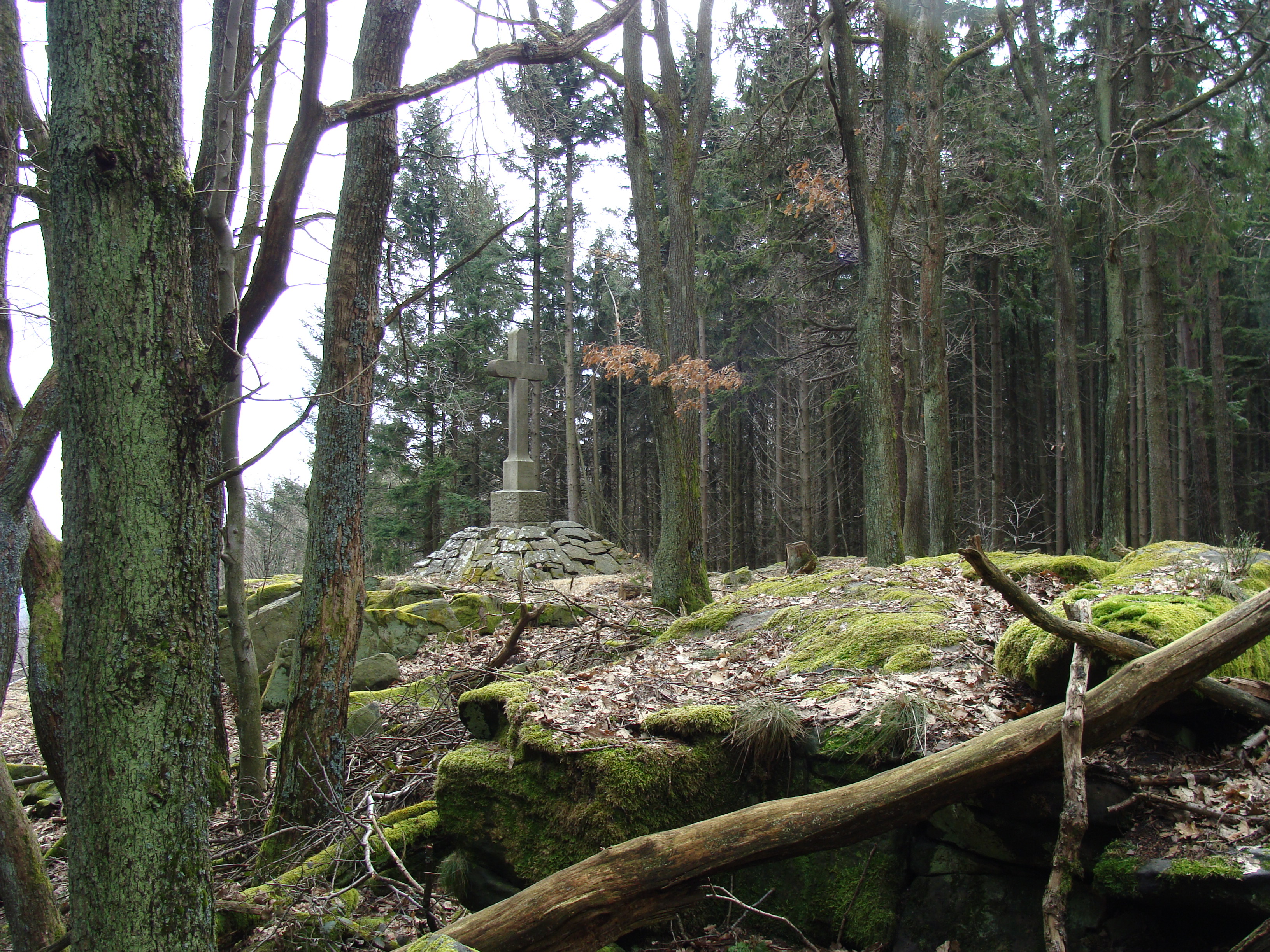
Wetterkreuz am Gipfel des Teufelsberg (Pfalz)

Viele Wetterkreuze sind auffallende Landmarken. Da sie meist mitten im Felde stehen, sind viele der Kreuze den Flurbereinigungen zum Opfer gefallen. Neben den zahlreichen Wetterkreuzen im landwirtschaftlichen Raum – die teils auch Gedenkkreuze an Errettung vor solchen Gefahren, aber auch dadurch Verstorbene sind – finden sich Wetterkreuze auch:
- auf Kirchen, etwa mit der Windrose oder dem Wetterhahn
- die auf Berggipfeln im deutschsprachigen Alpenraum verbreiteten Gipfelkreuze, sowie Pass- oder Gratkreuze

Besondere, denkmalgeschützte Objekte sind etwa:
- Hagelkreuz, Bienen (Rees)
- Langenfeld-Hagelkreuz
- Hagelkreuz (Lendersdorf)
- Hambach an der Weinstraße, Rheinland-Pfalz: Wetterkreuz (Barockes Doppelkreuz in Stein, bez. 1717)[5]
- Wachenheim, Landkreis Bad Dürkheim: Wetterkreuz (Steinernes Kreuz von 1513, von Winzern errichtet)

Wetterkreuze, an die mehrere Gemarkungen angrenzen, sind:
- Wetterkreuz (Tauberbischofsheim), das Postament war der Grenzstein der ehemaligen Gemarkungen der fünf Altgemeinden Oberlauda, Lauda, Distelhausen, Dittigheim und Dittwar, deren Ortswappen darauf abgebildet sind,[6][7] nach der Gemeindereform teils nurmehr Ortsteile und Dittigheim nicht mehr unmittelbarer Anlieger